# IJmeer
Das IJmeer ist eine Bucht des Markermeers. Es bildet den südlichsten Teil dieses niederländischen Binnensees und grenzt an den Polder De Nes, den Pampushaven, die Hollandse Brug und die Mündung des IJ. Das IJmeer ist ein bedeutender Vogelrastplatz.
Seit 1998 wurden mehrere künstliche Inseln für das Amsterdamer Neubaugebiet IJburg aufgespült. 2004 wurde dies aber gestoppt, da die Auswirkungen auf die Natur nicht ausreichend untersucht waren.
Das IJmeer grenzt im Osten an Flevoland und das Gooimeer.